# Lady Dracula
Pour plus de détails, voir Fiche technique et Distribution.
Lady Dracula est un film d'horreur allemand de Franz Josef Gottlieb, tourné en 1975 mais sorti seulement trois ans plus tard.

## Synopsis
En 1876, par une nuit le comte Dracula vient dans un pensionnat de jeunes filles et emmène Barbara, une jeune comtesse autrichienne, dans son château. La populace arrive et neutralise le comte mais il est trop tard, la fillette est morte. On l'enterre dans un cercueil scellé.
Cent ans après, le cercueil est déterré durant des travaux par une excavatrice, faisant que le sceau est brisé. Cependant, avant que le conducteur informe ses responsables, le cercueil est enlevé par de petits escrocs et revendu à un antiquaire. Dans la nuit, Barbara se réveille et tombe sur l'antiquaire. Aussitôt qu'elle lui suce le sang, elle devient une femme adulte.
Barbara s'habitue tout de suite au monde contemporain et trouve un emploi dans la thanatopraxie à Vienne, ce qui lui permet de se nourrir de sang. Mais durant le carnaval, elle agresse la maîtresse de son directeur et se fait renvoyer. Désormais à la recherche de sang, elle erre dans les rues et se fait arrêter par la police. Elle est confiée au commissaire et à un inspecteur, son subordonné.
Le commissaire tombe amoureux de Barbara dès leur rencontre. Après un premier rendez-vous intime, il découvre vite sa véritable nature et une bagarre s'ensuit. Lorsque le soleil se lève, elle court se réfugier dans une pièce secrète de son appartement où elle a mis son cercueil. Le commissaire la suit inconsciemment et se fait enfermer dans le cercueil qui se referme. Quand l'inspecteur, qui a découvert l'identité du vampire, se précipite dans l'appartement et ouvre le cercueil, il remarque, désemparé : "Maintenant, on ne saura sans doute jamais si on devait se déranger !"

## Fiche technique
- Titre : Lady Dracula
- Réalisation : Franz Josef Gottlieb
- Scénario : Redis Read, Brad Harris
- Musique : Horst Jankowski
- Photographie : Fritz Baader (de), Ernst W. Kalinke
- Montage : Gisela Haller
- Sociétés de production : IFV Produktion, TV13 Filmproduktion
- Société de distribution : Cinépix Film Properties (France)
- Pays d'origine :  Allemagne de l'Ouest
- Langue : allemand
- Format : Couleurs - Mono - 1,66:1 - 35 mm
- Genre : Horreur
- Durée : 119 minutes
- Dates de sortie :
  - Allemagne de l'Ouest : 10 février 1978
  - France : 3 octobre 1979

## Distribution
- Evelyne Kraft : Barbara von Weidenborn
- Stephen Boyd : Dracula
- Brad Harris : Le commissaire
- Eddi Arent : L'inspecteur Eddi
- Theo Lingen : Theo Marmorstein
- Christine Buchegger : Irene Ruhesanft
- Roberto Blanco : Karli, l'opérateur de l'excavatrice
- Walter Giller : Herr Oskar
- Klaus Höhne : Herr Hubert
- Marion Kracht : Barbara, petite fille

## Source, notes et références
- (de) Cet article est partiellement ou en totalité issu de l’article de Wikipédia en allemand intitulé « Lady Dracula (1978) » (voir la liste des auteurs).
- « Lady Dracula » (présentation de l'œuvre), sur l'Internet Movie Database